# Каменка (деревня, Грязовецкий район)
Каменка — деревня в Грязовецком районе Вологодской области.
Входит в состав Вохтожского муниципального образования, с точки зрения административно-территориального деления — в Вохтогский сельсовет. До 2004 года входила в состав Демьяновского сельсовета.
Расстояние до районного центра Грязовца по автодороге — 75 км, до центра муниципального образования Вохтоги по прямой — 14 км. Ближайшие населённые пункты — Монза, Орлово, Липихино.
По переписи 2002 года население — 4 человека.